# Branaina N. bizánci úrnő
Branaina N. (1205 körül – 1239 (előtt)), görögül: Ɲӽª Βραναίνα, a keresztneve ismeretlen, bizánci úrnő, VII. Lajos francia király leányági unokája és II. Ióannész bizánci császár, valamint Szent Piroska ükunokájaként I. László magyar király szépunokája, valamint Capet Margit magyar királyné unokahúga volt.

## Élete
Édesapja Theodórosz Branasz bizánci úr, kaiszar (cézár) és a Latin Császárság régense, Alexiosz Branasz választott bizánci császár (1186) és Anna Komnéna Vatatzina fia.
Édesanyja Capet Ágnes (Anna) (1271/72–1240) francia királyi hercegnő és özvegy bizánci császárné. Capet Anna császárné VII. Lajos francia király legkisebb lányaként és Capet Margit magyar királyné húgaként látta meg a napvilágot.
Capet Ágnes két bizánci császár felesége is volt: II. Alexiosz és I. Andronikosz és bizánci császárnéként az ortodox vallás mellett az Anna nevet vette fel. Egyik császári férjének sem szült gyermekeket, hiszen 13/14 éves volt, mikor másodszor is megözvegyült 1185-ben, majd 1204-ben feleségül ment Theodórosz Branasz bizánci úrhoz, aki a nyugati keresztesekhez csatlakozott a Latin Császárság megalapításakor, elnyerte a kaiszar (cézár) címet és a császárság régensi tisztét is betöltötte Henrik császár idején. Ebből a házasságból született Branaina úrnő, akinek a keresztneve ismeretlen.
Branaina úrnő feleségül ment Toucy Narjothoz, a Császárság későbbi régenséhez. Házasságukból négy gyermek született.
Házasságának köszönhetően férje, Narjot kétszer is betöltötte a régensi pozíciót. Először Róbert császár halála után (uralkodott: 1228–1231) az elhunyt öccsének, II. Balduinnak a kiskorúsága idején Brienne-i János jeruzsálemi király társcsászárrá (1231) választásáig, majd Brienne-i János halála után (1238–1239) II. Balduin távolléte idejére.
Branaina úrnő 1239 körül hunyt el. Férje, Narjot az ő halála után feleségül vette Jonasz (Kötöny) kun fejedelem szintén ismeretlen nevű lányát, aki férje halála után apáca lett.

## Leszármazottai
- Férjétől, Toucy Narjot-tól, a Latin Császárság régensétől négy gyermek:
  - Fülöp (1220 körül–1277), a Latin Császárság régense, felesége Portia, Ottó roye-i úr lánya, 2 fiú, többek között:
    - (IV./I.) Narjot (1250 körül–1293), Laterza ura, a Szicíliai Királyság tengernagya, Durazzó főkapitánya, felesége I. Lúcia (1265 körül–1299) címzetes antiochiai hercegnő és tripoliszi grófnő, 1 fiú:
      - Fülöp (1285 körül – 1300. január 17. után) címzetes antiochiai herceg, jegyese Anjou Eleonóra (1289–1341) nápolyi királyi hercegnő, II. Károly nápolyi király és Árpád-házi Mária magyar királyi hercegnő lánya, később feleségül ment II. Frigyes szicíliai királyhoz.

  - Anselin (–1273), Mottola ura, felesége N. N., Tournay-i Ottónak, Kalavrita bárójának az özvegye, gyermekei nem születtek
  - Ágnes, férje II. (Villehardouin) Vilmos achajai (moreai) herceg (1208 (után)–1278), 1 leány
  - Margit (–1279 (körül)), férje Leonardo di Veruli achajai kancellár (–1281)